# Ђавоља кућа
Ђавоља кућа (енгл. The House of the Devil) амерички је хорор филм из 2009. године, редитеља Таја Веста, са Џослин Донахју, Томом Нунаном, Мери Воронов, Гретом Гервиг и Ди Волас у главним улогама. Био је номинован за Награду Сатурн за најбоље ДВД издање. Филм осликава панику од сатанистичких секти, која је владала током 1980-их.
Филм комбинује елементе слешер и поджанра уклете куће са сатанистичком паником као централним елементом приче. Ђавоља кућа је пре свега омаж хорорима из периода 1970-их и 1980-их, тако што користи сличне технике које су биле у употреби у том периоду. На самом почетку приказан је текст који тврди да је филм базиран на истинитим, али неразјашњеним догађајима. Иста техника коришћена је у Амитивилском ужасу (1979) и Тексашком масакру моторном тестером (1974).

## Радња
Године 1983. светом је владала паника од сатанистичких секти.
Млада студенткиња Саманта Хјуз има потешкоћа са финансијама и у потрази је за послом бебиситерке како би обезбедила кирију за кућу коју је изнајмила. Имућан старији човек, Винсент Улман, кога је контактирала путем огласа, нуди јој велику своту новца да води рачуна о његовој мајци, једну ноћ, док су он и његова жена Вивијен одсутни. Иако је најбоља другарица Меган наговара да оду из куће, јер јој делује језиво, Саманта ипак одлучује да остане. Када остане сама, Саманта почиње да проналази застрашујуће ствари у кући и схвата да је постала жртва секте која делује за време помрачења Месеца, које је баш ту ноћ.

## Улоге
| Глумац         | Улога             |
| -------------- | ----------------- |
| Џослин Донахју | Саманта Хјуз      |
| Том Нунан      | Винсент Улман     |
| Мери Воронов   | Вивијен Улман     |
| Грета Гервиг   | Меган             |
| Еј Џеј Боуен   | Виктор Улман      |
| Ди Волас       | власница куће     |
| Данијела Ное   | мајка             |
| Лина Данам     | 911 оператер      |
| Хедер Роб      | цимерка Хедер     |
| Тај Вест       | наставник         |
| Бренда Куни    | медицинска сестра |